# Psilochorus taperae
Psilochorus taperae is een spinnensoort uit de familie trilspinnen (Pholcidae). De soort komt voor in Brazilië. 